# Pachysauriscus
 Pachysauriscus  (“lagarto grueso”) es un género representado por 4 especies de dinosaurios prosaurópodos plateosáuridos, que vivieron a finales del período Triásico, hace aproximadamente entre 210 millones de años, en el Noriense, en lo que es hoy Europa. Las especies que componen este taxón son probablemente sinónimos de Plateosaurus, pero se conocen muy mal para ser puestas definitivamente en él. Debido a que el nombre genérico propuesto por von Huene, "Pachysaurus" preocupado, Kuhn, en 1959, propuso Pachysauriscus para substituilo.